# Patrice Cartier
Pour les articles homonymes, voir Cartier.
Patrice Cartier, né le 28 janvier 1954 à Carcassonne (Aude) est un journaliste, photographe et écrivain français.

## Biographie
Auteur d’ouvrages documentaires et de fiction pour les enfants et les adultes, puis journaliste pour les stations régionales de radio-télévision de Toulouse et Montpellier, le journal Midi-Libre et le groupe Ledoux-Presse, il collabore ensuite en tant que photographe et rédacteur à de nombreux titres de la presse magazine. Patrice Cartier s'oriente également vers l’édition et la publication de livres sur des thèmes divers. Depuis quelques années, il se consacre plus volontiers à la littérature jeunesse, en particulier à l’adaptation de grands classiques pour les très jeunes lecteurs (L'Odyssée, Robinson Crusoë, Le Magicien d’Oz, Le Grizzli, Voyage au centre de la Terre, etc.). Il anime également au sein des Éditions du Mont, la collection littéraire "L’Être du Languedoc" et au sein des éditions Pimientos la collection "Lettres du Languedoc" dans laquelle il a publié l’ouvrage de Nicole Bouyala Cargo Solo, couronné en 2009 par le prix Pierre Loti.

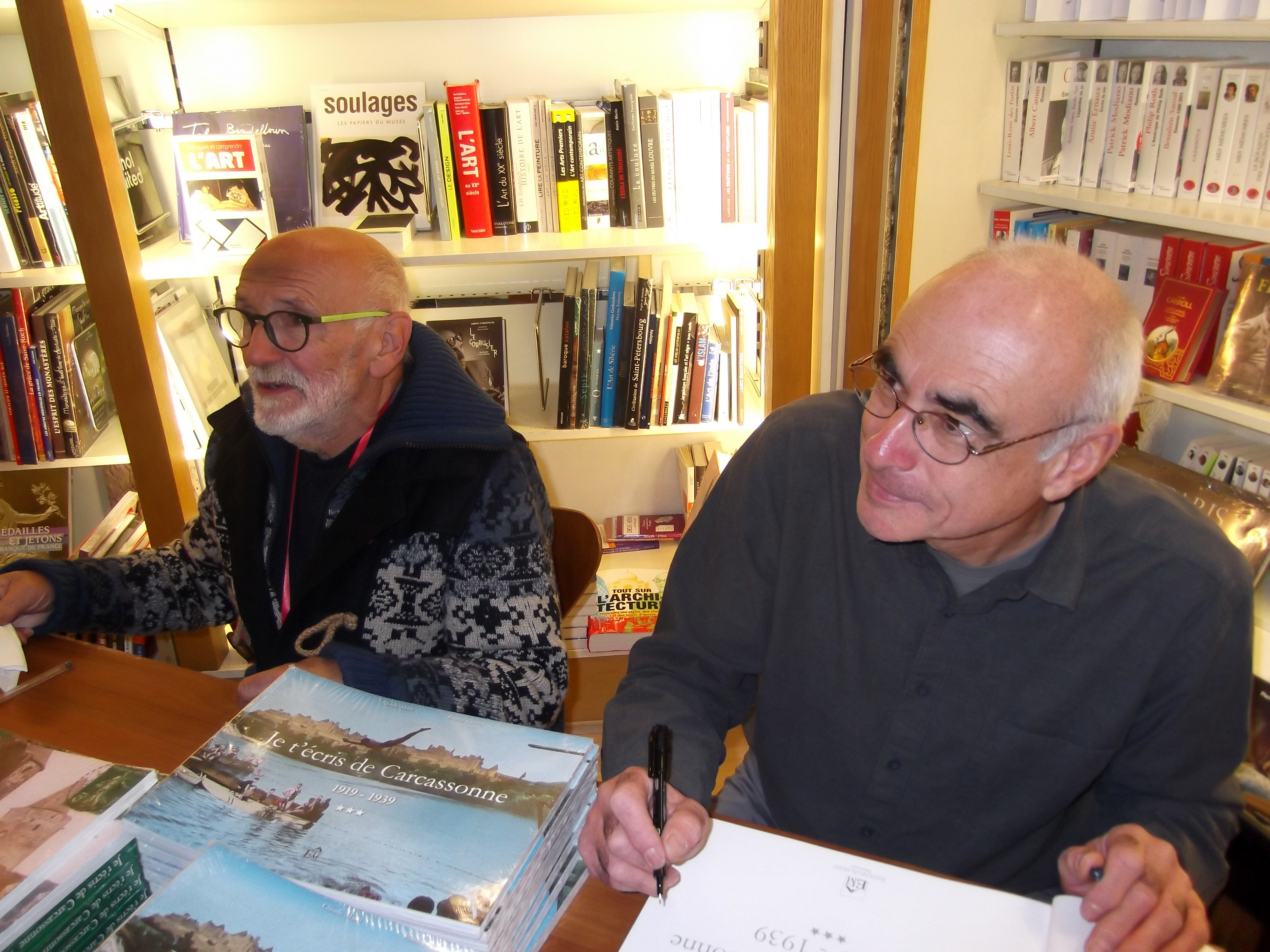
Claude Marti et Patrice Cartier lors d'une séance de dédicaces à Carcassonne en 2015.